# Vogliamo anche le rose
Vogliamo anche le rose ist ein 2007 erschienener Dokumentarfilm der italienischen Regisseurin Alina Marazzi. Der Film hatte 2007 auf dem 60. Locarno Film Festival Premiere und lief 2008 in den Kinos in Italien.

## Titel
Der Titel des Films bezieht sich auf den Slogan Brot und Rosen, der aus der amerikanischen Arbeiterbewegung stammt und vor allem von Frauen proklamiert wurde. In der vollen Länge lautet der Slogan "The woman worker needs bread, but she needs roses too." Also in etwa "Die Arbeiterin braucht Brot, aber sie braucht auch Rosen."

## Handlung
Der Film berichtet über Frauengeschichte in Italien, speziell über die Auswirkungen der sexuellen Revolution und der Frauenbewegung in den 1960er und 1970er Jahren. 
Der Film basiert auf den Tagebüchern von drei Frauen: Anita, Teresa und Valentina. Die drei kommen aus unterschiedlichen Teilen Italiens und unterscheiden sich auch von ihrer sozialen Stellung her. Alle drei haben allerdings gemeinsam, dass sie nicht mehr Teil der vom Patriarchat geprägten Gesellschaft sein wollen. Sie wollen nicht mehr in der Macht von Männern stehen, die sie vor allem als gehorsame und brave Mütter, Töchter und Ehefrauen sehen. Anita ist eine Teenagerin aus einer gutbürgerlichen Familie in Mailand und vertraut ihrem Tagebuch ihre Sorgen und Nöte und ihre Minderwertigkeitsgefühle an. Teresa ist mit zwanzig Jahren ungewollt schwanger und erlebt eine illegale Abtreibung, für die sie aus dem italienischen Süden in die Hauptstadt Rom reist. Die Gefühle und Gedanken rund um diese Reise und den für sie sehr belastenden Eingriff notiert sie in ihrem Tagebuch. Valentina lebt in Rom und ist eine feministische Aktivistin. "Das Private ist politisch" ist für sie nicht abstrakt, sondern aus ihren Tagebüchern ablesbar gelebter Alltag. 
Der Dokumentarfilm präsentiert die Erlebnisse der drei Frauen in einer Collage mit filmischem Archivmaterial. 

## Festivals (Auswahl)
- 2007 Locarno Film Festival, London Film Festival, International Documentary Film Festival Amsterdam und Torino Film Festival[1]
- 2008 International Documentary Film Festival Sao Paulo, Internationales Frauenfilmfestival, Internationales Dokumentarfilm Festival München und Seattle International Film Festival[1]